# Laphonza Butler

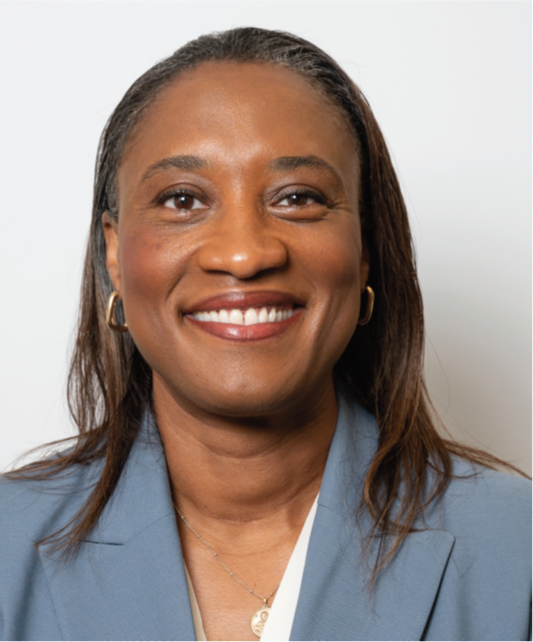
Laphonza Butler (2023)

Laphonza Romanique Butler (* 11. Mai 1979 in Magnolia, Mississippi) ist eine US-amerikanische Gewerkschafterin, Politikberaterin und Politikerin der Demokratischen Partei. Anfang Oktober 2023 wurde sie vom Gouverneur von Kalifornien, Gavin Newsom, zur US-Senatorin ernannt.

## Leben

### Jugend und Studium
Nach ihrer Geburt in Magnolia wuchs Butler zusammen mit zwei Geschwistern im Pike County im südlichen Teil des Bundesstaates Mississippi auf. Dort besuchte sie die South Pike High School in Magnolia. Als Butler 16 Jahre alt war, starb ihr Vater, der bereits in der Vergangenheit mehrere Herzinfarkte erlitten hatte, so dass ihre Mutter drei Berufe gleichzeitig ausüben musste, um die Familie zu ernähren. 1997 schloss Butler die High School ab. Mittels eines Stipendiums besuchte sie anschließend das W.E.B. DuBois Honors College an der Jackson State University. 2001 erhielt seinen Bachelor of Arts in Politikwissenschaft.

### Gewerkschaftliche Tätigkeiten, politische Beratung und erste Schritte in die Politik
Nach ihrem Hochschulabschluss wurde Butler gewerkschaftlich tätig, etwa für Pflegekräfte in Baltimore und Milwaukee, für Hausmeister in Philadelphia und für Krankenhausangestellte in New Haven, Connecticut. 2009 zog sie nach Kalifornien und organisierte dort gewerkschaftlich Pflegekräfte. 2013 wurde sie Präsidentin der Gewerkschaft SEIU United Long Term Care Workers, einem lokalen Ableger der Service Employees International Union. 2015 ging die Gewerkschaft zusammen mit den Gewerkschaften California United Homecare Workers (CUHW), SEIU Local 521 und SEIU United Healthcare Workers in der Gewerkschaft SEIU Local 2015 auf, um dort Langzeitpflegekräfte zu vereinen. Butler wurde Präsidentin der neuen Gewerkschaft, welche die größte Gewerkschaft im Bundesstaat darstellt. Des Weiteren war Butler eine Vizepräsidentin von SEIU International und Präsidentin des SEIU California State Council.
2018 trat sie von diesem Posten zurück und wechselte in die Politikberatung, um als Partnerin in dem neufirmierten Unternehmen SCRB Strategies tätig zu werden. Zu den Klienten von SCRB Strategies gehören unter anderem demokratische Politiker wie der damalige kalifornische Vizegouverneur Gavin Newsom, Oaklands damalige Bürgermeisterin Libby Schaaf und die damalige Senatorin Kamala Harris. Für Letztere wurde das Unternehmen in deren Präsidentschaftskandidatur 2020 tätig und Butler fungierte hier als Senior Strategistin. Nachdem Harris ihre eigene Kandidatur aufgab und sich als Vizepräsidentin der Kandidatur Joe Bidens anschloss, verließ Butler 2020 SCRB Strategies und arbeitete für Airbnb als Direktorin für Öffentlichsarbeit in Nordamerika.
Im August 2018 wurde sie von Gouverneur Jerry Brown für eine Amtszeit von 12 Jahren zur Aufsichtsrätin im Aufsichtsgremium (Board of Regents) der University of California ernannt. Im September 2021 trat sie von diesem Posten zurück.
2021 wurde sie Präsidentin von EMILY’s List, einem Political Action Committee, das Pro-Choice-Kandidatinnen der Demokratischen Partei unterstützt.

### Nachnominierung für den Senat der Vereinigten Staaten
Die langjährige demokratische Senatorin Dianne Feinstein hatte im Februar 2023 angekündigt, bei der für November 2024 vorgesehenen Senatswahl (bei der sie 91 Jahre alt sein würde) nicht mehr anzutreten. Mit Barbara Lee, Katie Porter und Adam Schiff haben daraufhin drei derzeitige demokratische Abgeordnete des US-Repräsentantenhauses ihre Bewerbungen bekanntgegeben. Feinstein verstarb am 29. September 2023 im Alter von 90 Jahren. Bis zur regulären Nachwahl um den Senatorensitz im November 2024 erfolgt die Amtsausübung kommissarisch durch Nachbesetzung des Mandats durch den Gouverneur. Gouverneur Newsom hatte angekündigt, für den Fall einer früheren Vakanz die Ernennung einer afroamerikanischen Frau vorzunehmen, was für Barbara Lee sprach. Später erklärte er, niemand aus dem Kandidatenkreis zu ernennen, um keine Vorabpräferenz zu treffen.
Anfang Oktober 2023 wurde daraufhin Laphonza Butler nominiert, die zuvor kein politisches Wahlamt ausgeübt hatte. Am 3. Oktober erfolgte ihre Vereidigung. Am 19. Oktober erklärte sie, dass sie sich im bevorstehenden Wahlkampf nicht für den Senatorensitz bewerben werde.

### Privatleben
Butler ist lesbisch. Sie ist mit Neneki Lee verheiratet; die beiden Frauen haben eine Tochter.